# 島田佳和
島田 佳和（しまだ よしかず、1970年5月8日 - ）は、日本の政治家。自由民主党所属の元衆議院議員（2期）。

## 来歴
神奈川県川崎市川崎区生まれ。開成中学校、開成高等学校を経て、ユタ州立大学に留学。帰国後、ワーナー・ミュージック、ドリームステージエンターテインメント、レッドブルジャパン等に勤務。
2010年、みんなの党の候補者公募に応募し、合格。2011年4月の神奈川県議会議員選挙に地元である川崎区選挙区からみんなの党公認で出馬したが、最下位で落選した。同年に自由民主党が実施した三重県第2区支部長の公募に応募し支部長に就任。2012年12月の第46回衆議院議員総選挙で三重2区に自民党から出馬。民主党の中川正春に敗れたが、比例復活で初当選した。2014年12月の第47回衆議院議員総選挙で三重2区に出馬し、再び中川に敗れたが、比例復活で再選。
2017年10月の第47回衆議院議員総選挙では、三重県内の小選挙区の削減による候補者調整により、これまで1区から出馬していた川崎二郎が2区から出馬することとなり、島田は岡田克也の地盤である3区から出馬することとなった。総選挙の結果小選挙区では岡田に敗れ、国替えにより惜敗率が大きく下がったため比例復活での当選にも届かず、落選した。選挙後の2018年1月に三重3区支部長を辞任する意向であると報じられた。

## 政策
- 選択的夫婦別姓制度の導入に反対[4]。
- カジノの解禁に賛成[5]。
- 憲法9条の改正に賛成[5]。
- 原発推進派[5]。
- 特定秘密保護法に賛成[5]。
- 道徳教育を推進[5]。

## 所属団体・議員連盟
- 日本会議国会議員懇談会[6]
- 神道政治連盟国会議員懇談会[6]
- みんなで靖国神社に参拝する国会議員の会[6]